# Smallanthus pyramidalis
Smallanthus pyramidalis là một loài thực vật có hoa trong họ Cúc. Loài này được (Triana) H.Rob. miêu tả khoa học đầu tiên năm 1978.